# María Belén Simari Birkner
Pour les articles homonymes, voir Birkner.
María Belén Simari Birkner est une skieuse alpine argentine, née le 18 août 1982 à San Carlos de Bariloche.

## Biographie
Sa sœur Macarena et son frère Cristian Javier sont également des skieurs alpins.
Elle participe aux Jeux olympiques d'hiver de 2002, de 2006 (où elle est porte-drapeau) et de 2010. Son meilleur résultat est 20e du combiné en 2002 à Salt Lake City.
Sa fédération ne l'a pas sélectionnée pour les Jeux olympiques d'hiver de 2014.
Aux Championnats du monde, elle compte neuf participations entre 1999 et 2015. Elle y signe ses meilleurs résultats sur le combiné, terminant 15e en 1999, 17e en 2003, 21e en 2009 ou encore 18e en 2011.
En Coupe du monde, elle a comme meilleur résultat une 28e place au combiné de San Sicario en 2005.
Au niveau continental, elle remporte douze fois la Coupe sud-américaine de ski alpin.

## Palmarès

### Jeux olympiques d'hiver
| Épreuve / Édition | Salt Lake City 2002 | Turin 2006 | Vancouver 2010 |
| Descente          | 35e                 | 30e        | 29e            |
| Super G           | -                   | 47e        | 31e            |
| Slalom géant      | 34e                 | Abandon    | 46e            |
| Combiné           | 20e                 | 29e        | Abandon        |
| Slalom            | 31e                 | 37e        | Abandon        |

### Championnats du monde
| Épreuve / Édition | Beaver Creek 1999 | Sankt Anton 2001 | Saint-Moritz 2003 | Bormio 2005 | Åre 2007 | Val d'Isère 2009 | Garmisch-Partenkirchen 2011 | Schladming 2013 | Beaver Creek 2015 | Saint-Moritz 2017 |
| Descente          | –                 | -                | –                 | -           | -        | 31e              | 29e                         | -               | -                 |                   |
| Super G           | 37e               | 42e              | -                 | -           | -        | -                | 35e                         | -               | 39e               | -                 |
| Slalom géant      | 37e               | Abandon          | 35e               | 39e         | 46e      | 38e              | 45e                         | 43e             | 47e               | 55e               |
| Slalom            | 32e               | Abandon          | Abandon           | Abandon     | Abandon  | 36e              | 38e                         | Abandon         | -                 | -                 |
| Combiné           | 15e               | -                | 17e               | -           | 27e      | 26e              | 21e                         | Abandon         | -                 | -                 |

### Coupe du monde
- Meilleur classement général : 122e en 2005.
- Meilleur résultat : 28e.

#### Classements en Coupe du monde
| Année     | Classement général final | Classement en combiné |
| 2004-2005 | 122e                     | 28e                   |